# Jinshan (köpinghuvudort i Kina, Hainan Sheng)
Jinshan är en köpinghuvudort i Kina. Den ligger i provinsen Hainan, i den södra delen av landet, omkring 37 kilometer öster om provinshuvudstaden Haikou. Antalet invånare är 35 100. Befolkningen består av 17 176 kvinnor och 17 924 män. Barn under 15 år utgör 18,0 %, vuxna 15-64 år 66 %, och äldre över 65 år 15,0 %.
Runt Jinshan är det ganska tätbefolkat, med 222 invånare per kvadratkilometer. Jinshan är det största samhället i trakten. Omgivningarna runt Jinshan är en mosaik av jordbruksmark och naturlig växtlighet.
Genomsnittlig årsnederbörd är 2 115 millimeter. Den regnigaste månaden är september, med i genomsnitt 339 mm nederbörd, och den torraste är januari, med 25 mm nederbörd.